# کوزما مینین

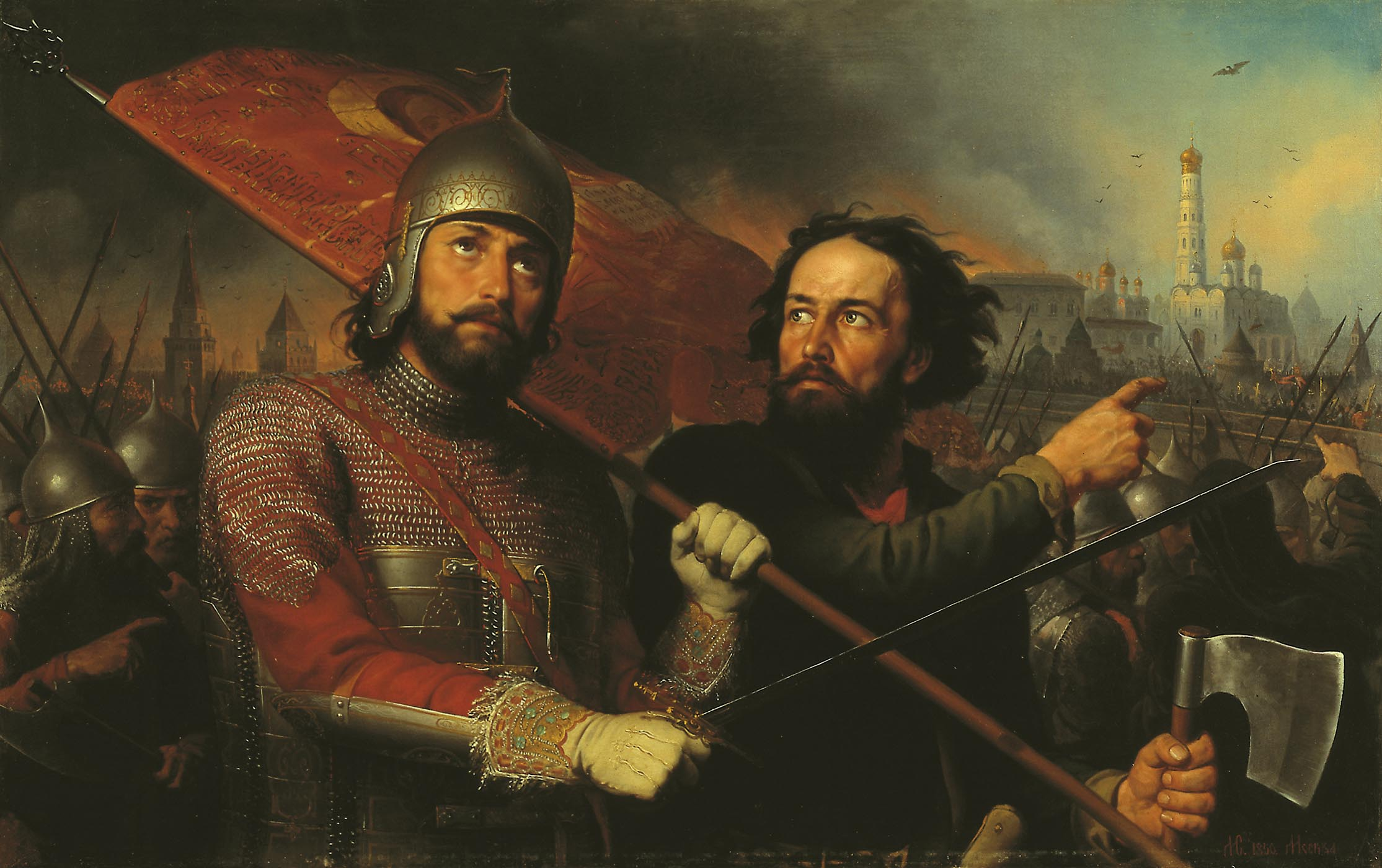
کوزما مینین (راست) با شاهزاده دیمیتری پوژارسکی. نقاشی میخائیل اسکاتی (۱۸۵۰)

کوزما مینین یک تاجر روسی اهل نیژنی نووگورود روسیه بود که به همراه شاهزاده دیمیتری پوژارسکی به خاطر نقشش در دفاع از کشور در برابر تهاجم لهستان در اوایل قرن هفدهم به قهرمان ملی تبدیل شد.
(به انگلیسی: Kuzma Minin)